# Distretti urbani di Gelsenkirchen

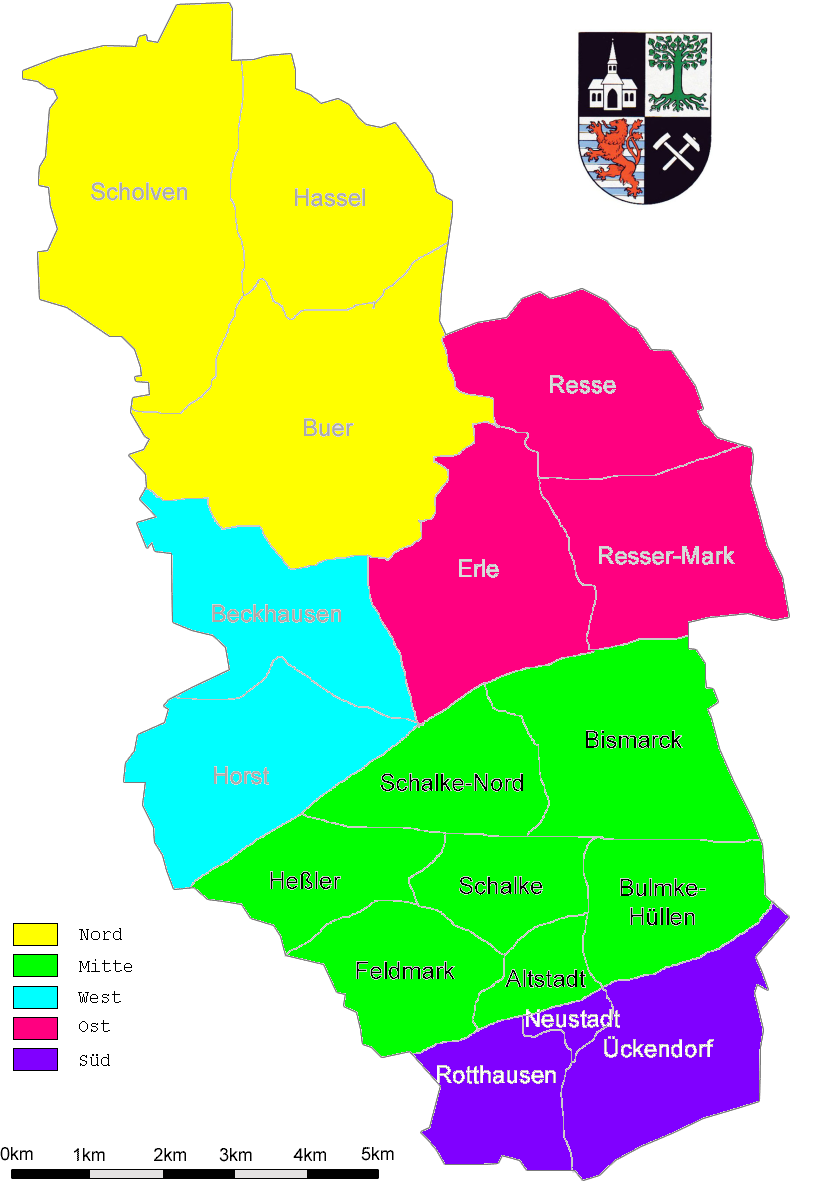
I 5 distretti urbani (Stadtbezirk) di Gelsenkirchen

Gelsenkirchen è suddivisa in 5 distretti urbani (Stadtbezirk), i quali a loro volta si suddividono in quartieri (Stadtteil) per un totale di 18.
| Distretto urbano    | Superficie (km²) | Abitanti |
| Gelsenkirchen-Mitte | 27,977           | 89.544   |
| Gelsenkirchen-Nord  | 32,937           | 59.032   |
| Gelsenkirchen-West  | 12,828           | 34.325   |
| Gelsenkirchen-Ost   | 20,648           | 42.509   |
| Gelsenkirchen-Süd   | 10,473           | 37.895   |

## Suddivisione in quartieri (Stadtteil)
Ogni distretto è suddiviso in più quartieri (Stadtteil), complessivamente 18:
- Gelsenkirchen-Mitte, con i quartieri:
  - Altstadt
  - Schalke
  - Schalke-Nord
  - Bismarck
  - Bulmke-Hüllen
  - Feldmark
  - Heßler

- Gelsenkirchen-Nord, con i quartieri:
  - Buer
  - Scholven
  - Hassel

- Gelsenkirchen-West, con i quartieri:
  - Horst
  - Beckhausen

- Gelsenkirchen-Ost, con i quartieri:
  - Erle
  - Resse
  - Resser Mark

- Gelsenkirchen-Süd, con i quartieri:
  - Neustadt
  - Ückendorf
  - Rotthausen